# Franz Fleck (Mediziner)
Franz Fleck (* 1. Dezember 1909 in Kosel (Nordböhmen); † 16. Januar 1995 in Jena) war ein deutscher Facharzt für Haut- und Geschlechtskrankheiten und Rektor der Universität Rostock. 

## Leben
Fleck wurde als Sohn einer alteingesessenen Erbbauerfamilie in Kosel im Bezirk Dux (Nordböhmen) geboren. Dort begann 1916 seine schulische Ausbildung, die er am Staatsrealgymnasium in Dux 1923 fortsetzte und mit der Reifeprüfung 1931 abschloss. Im gleichen Jahr begann er mit einem Studium der Humanmedizin an der Deutschen Universität in Prag, das er 1938 abschloss. 1938 promovierte er zum Doktor der Medizin. Zwei weitere Jahre verbrachte er als Assistenzarzt an der Universitäts-Hautklinik in Prag, bis er Ende 1939 an seinen Geburtsort zurückkehrte und dort als Arzt praktizierte. Franz Fleck wurde 1941 zum Kriegsdienst einberufen. Als Sanitätsoffizier war er in unterschiedlichen Lazaretten tätig und wurde 1943 schwer verwundet.
1945 nahm er seine Tätigkeit wieder auf und arbeitete bis 1948 als Arzt in der Stadtgemeinde Watenstedt-Salzgitter. Im Anschluss war er als wissenschaftlicher Mitarbeiter bei der Schering AG in Braunschweig bis 1949 tätig. Es folgte eine Anstellung als wissenschaftlicher Assistent und Stationsarzt an der Univ.-Hautklinik der Charité. Ein Jahr nach der Anstellung übernahm er die Leitung der dortigen Universitäts-Hautklinik, die er für fünf Jahre innehatte. Neben seiner Arbeit an der Universität war er von 1950 an für sieben Jahre nebenamtlich an der Regierungspoliklinik und der sowjetischen Poliklinik in Berlin tätig. 1952 wurde er Oberarzt und zwei Jahre später erfolgte die Habilitation für Dermatologie und Venerologie mit dem Thema „Klinische und experimentelle Erfahrungen mit hormonalen Wirkstoffen an der gesunden und kranken Haut“. Im gleichen Jahr – 1954 – wurde er Dozent.
1957 folgte die Umhabilitation an die Rostocker Universität. In Rostock übernahm Franz Fleck die Aufgaben eines Oberarztes an der Universitäts-Hautklinik und als Dozent für Haut- und Geschlechtskrankheiten. Ein Jahr später wurde er vom Rektor der Universität Rostock „mit Wirkung vom 1. Mai 1958 mit der kommissarischen Leitung der Dermatologischen Klinik beauftragt“. 1959 wurde zum Professor mit Lehrauftrag für das Fachgebiet Haut- und Geschlechtskrankheiten an der Medizinischen Fakultät der Universität Rostock ernannt. Trotz der Ernennung schied er am 30. Mai 1959 freiwillig aus dem universitären Dienst aus und übernahm eine Stelle als Chefarzt und Direktor der Hautklinik und Hautambulanz am Bezirkskrankenhaus Gera an. In Gera war Franz Fleck bis 1974 tätig und unter anderem für die geschlossene venerologische Station zuständig. Er verstarb im Alter von 83 Jahren in Jena.

## Veröffentlichungen
- Lehrbuch der Haut- und Geschlechtskrankheiten. Verlag Volk und Gesundheit 1962
- Die Haarkrankheiten des Menschen. Ihre Ursachen, Erscheinungsformen und Behandlung. Eine Haarkunde für Klinik und Praxis 1962
- Organische und funktionelle Sexualerkrankungen 1968

## Auszeichnung
- Verdienter Arzt des Volkes